# Cristian Portugués
Cristian Portugués Manzanera (ur. 21 maja 1992 w Murcji) – hiszpański piłkarz, występujący na pozycji pomocnika lub napastnika w hiszpańskim klubie Girona. Wychowanek hiszpańskiej Valenci CF. W przeszłości młodzieżowy reprezentant Hiszpanii.